# Цикалове
Цика́лове — об'єкт природно-заповідного фонду Харківської області, ботанічний заказник місцевого значення. Розташований біля села Лісове на північний схід від села Скрипаї Зміївського району.
Загальна площа — 10,0 га.
Заказник утворений рішенням № 562 Харківського обласного виконкому від 3 грудня 1984 року.
Відповідальний за охорону — ПСП «Скрипаї».

## Опис
Заказник — унікальний ландшафтний комплекс, розташований в урочищі Цикалове на лівобережній заплаві річки Сіверський Донець, на північ від села Лісове.
Являє собою ділянку з добре вираженим прирусловим валом, вирівняною центральною заплавою, озерами та заболоченими зниженнями і притерасною заплавою. Рівнинна поверхня заплави помережана прирусловими гребнями та старичними озерами, які весною заростають гідрофітами та поступово перетворюються в болота, в тому числі торф'яні. Торф'яники є реліктами льодовикової епохи. Ландшафтний комплекс постійно розвивається.
Ландшафти — лісові, лучні остепнені та солонцюваті заплави.
Ґрунти опідзолені ясно-сірі, сірі та темно-сірі лісові. Категорія земель — землі сільськогосподарського призначення — сіножаті.
На території заказника склалися сприятливі умови для нормального функціонування компонентів довкілля без антропогенного впливу.

### Флора
Тип рослинності — природні цілинні, лучні, болотні та інші фітоценози зі збереженим дернинним шаром. Типи трав'янистої рослинності: справжня водяна та побережно-водна рослинності, болотисті та справжні луки, сіножаті.
До рослинного комплексу заказника належать:
- рідкісні види, занесені до:
  - Червоної книги України: пальчатокорінник Фукса, косарики тонкі, зозулинець болотний;
  - Червоного списку Харківської області: латаття біле, глечики жовті, валеріана блискуча;
- інші рідкісні та малочислені види: плодоріжка болотна, хвощ великий, рябчик шаховий, латаття сніжно-біле;
- рідкісні рослинні угрупування, занесені до:
  - Зеленої книги України: формації латаття білого та глечиків жовтих;
  - Зеленого списку Харківської області: формація родовика лікарського, асоціації злаково-різнотравно-рябчикова та злаково-різнотравно-косарикова, формація лепехи звичайної.

У заказнику зростають цінні лікарські рослини: алтея лікарська, валеріана лікарська, верба біла, вовчуг польовий, деревій майже звичайний, живокіст лікарський, кремена несправжня, м'ята водяна, пижмо звичайне, півники болотні, полин лікарський, щавель кінський.

### Фауна
До тваринного комплексу заказника належать рідкісні види, що занесені до:
- Червоного списку МСОП: деркач;
- Червоної книги України: джміль моховий, махаон.
- Червоного списку Харківської області (2001 р.): коник сірий, джміль кам'яний.

Види комах, що мешкають у заказнику, які були в Червоній книзі України та вилучені з неї в 2009 році, бо їх популяції відновлені до безпечного рівня: сколія степова, рофітоїдес сірий.

## Заповідний режим
Мета створення заказника:
- збереження у природному стані унікального природного комплексу пойми річки Сіверський Донець, де ростуть рослини, занесені до Червоної книги та обласного списку рідкісних рослин;
- підтримка загального екологічного балансу та забезпечення фонового моніторингу навколишнього природного середовища;
- проведення науково-дослідної та навчально-виховної роботи.

На території заказника забороняється:
- проведення будь-якої господарської діяльності, яка може завдати шкоди заповідному об'єкту та порушити екологічну рівновагу;
- самочинна зміна меж, зміна охоронного режиму, забруднення території;
- заготівля лікарських рослин, збір рідкісних видів рослин, знищення та заміна видового складу рослинності;
- будь-яке порушення ґрунтового покриву, розорювання земель, будівництво, розведення вогнищ;
- збір рідкісних та занесених до Червоної книги України видів рослин, їх квітів і плодів;
- використання хімічних речовин для боротьби зі шкідниками та хворобами рослин;
- зберігання на території заказника (та в двокілометровій зоні навкруги) всіх видів пестицидів та агрохімікатів;
- організація місць відпочинку, розведення вогнищ;
- відвідування території заказника в період розмноження тварин і вигодівлі молоді (з травня до липня);
- прохід та проїзд автотранспорту через територію заказника поза межами доріг, стежок.
- інші види робіт, що можуть привести до порушення природних зв'язків та природних процесів, втрати наукової, господарської, естетичної цінності природного комплексу заказника.

Дозволяється на території заказника:
- систематичні спостереження за станом природного комплексу;
- проведення комплексних досліджень;
- проведення екологічної освітньо-виховної роботи.